# Asher Peak
Der Asher Peak ist ein 2480 m hoher Berggipfel im westantarktischen Marie-Byrd-Land. Er ragt im südwestlichen Abschnitt des Mount Flint in den McCuddin Mountains auf.
Der United States Geological Survey kartierte ihn anhand von Vermessungen und Luftaufnahmen der United States Navy zwischen 1959 und 1965. Das Advisory Committee on Antarctic Names benannte den Gipfel nach Bill F. Asher, leitender Gebäudeelektriker auf der Station Little America V im Jahr 1958 sowie Betreiber und Überwacher der Atomreaktoreinheit auf der McMurdo-Station im Jahr 1969.